# Ignacio Cosidó
Ignacio Cosidó Gutiérrez, né le 31 juillet 1965, est un homme politique espagnol membre du Parti populaire (PP).
Il est désigné sénateur de Castille-et-León en décembre 2016.

## Biographie

### Vie privée
Il est marié et père d'une fille et deux fils.

### Profession
Il est titulaire d'une licence en sciences politiques et est docteur en histoire contemporaine. De 1996 à 2004, il est chef de cabinet de la Garde civile et de 2012 à 2016, directeur général de la Police.

### Carrière politique
Il est député au Congrès des députés pour la IXe législature.
Le 14 décembre 2016, il est désigné sénateur par les Cortes de Castille-et-León en représentation de Castille-et-León.